# 国貿駅 (深圳市)
国貿駅（こくぼうえき）は、中華人民共和国広東省深圳市羅湖区に位置する深圳地下鉄1号線（羅宝線）の駅。

## 駅構造
2層単式ホーム2面2線の地下駅。開業当初からホームドア設置。地下1階が改札口、地下2階が機場東方面行きホーム、地下3階が羅湖方面行きホームという構造になっている。

### のりば
| 階層    | のりば | 路線             | 行先       |
| ------- | ------ | ---------------- | ---------- |
| 地下2階 | 1      | ■1号線（羅宝線） | 機場東方面 |
| 地下3階 | 2      | ■1号線（羅宝線） | 羅湖方面   |

## 出口

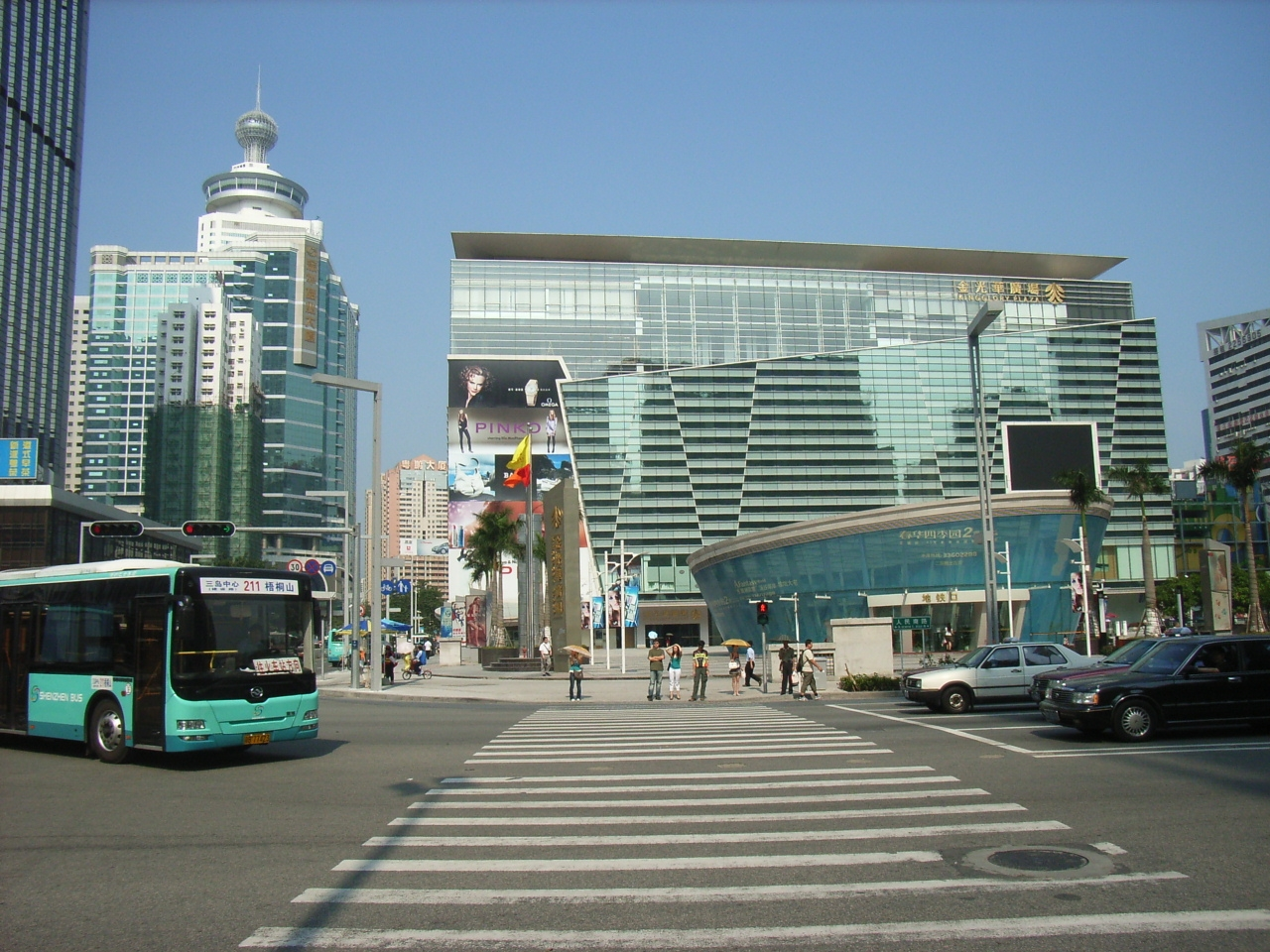
駅周辺

| 出口     | 周辺施設                                                                 |
| -------- | ------------------------------------------------------------------------ |
| 出口 · A | 嘉賓路南側、羅湖医院、南湖小学、金光華広場、嘉里中心、佳寧娜広場、友誼城 |
| 出口 · B | 人民南路東側、羅湖大酒店、彭年酒店、国貿大廈、富苑酒店                   |
| 出口 · C | 人民南路東側、羅湖大酒店、天安国際大酒店、東洋国際時裝批発広場           |
| 出口 · D | 人民南路西側、深圳市眼科医院、海燕大廈、安華大廈                         |
| 出口 · E | 嘉賓路南、羅湖小学、国際商場、友誼商場                                   |

## 歴史
- 2004年12月28日 - 開業。
- 2010年12月14日 - 午前9時頃、駅構内のエスカレーターが突然逆走する事故が発生。25人が軽傷。

## 隣の駅
深圳地下鉄
■1号線（羅宝線）
老街駅 - 国賀駅 - 羅湖駅